# 회전 날개 펌프

회전 날개 펌프.
1. 펌프 하우징
2. 로터
3. 날개
4. 스프링

회전 날개 펌프(rotary vane pump), 회전 펌프, 회전식 펌프, 로터리 펌프는 구멍 안에서 회전하는 로터에 실장된 날개로 구성된 양변위 펌프이다. 1874년 6월 16일 이 펌프에 특허를 낸 뉴브런즈윅 색빌 출신의 찰스 C. 반스(Charles C. Barnes)에 의해 발명되었다.
가스용 가변 날개 펌프를 포함한 여러 개선이 있었다.
이 펌프는 톱니바퀴·나사 등을 갖춘 회전자(回轉子)를 케이싱 내에 밀접시키면서 회전시키고 액체를 내보내는 펌프이다. 한 예로 치차(齒車)펌프가 있다. 그 밖에 재생펌프·분류(噴流)펌프·점성(粘性)펌프 등의 특수 펌프가 있다.